# مامو كلارك
مامو كلارك (بالإنجليزية: Mamo Clark)‏ هي ممثلة أمريكية، ولدت في 6 ديسمبر 1914 في الولايات المتحدة، وتوفيت بنفس المكان في 18 ديسمبر 1986 بسبب سرطان.

## أعمال

### أفلام
- (1935) تمرد على السفينة باونتي

## وصلات خارجية
- مامو كلارك على موقع IMDb (الإنجليزية)
- مامو كلارك على موقع أول موفي (الإنجليزية)
- مامو كلارك على موقع قاعدة بيانات الأفلام السويدية (السويدية)
- مامو كلارك على موقع قاعدة بيانات الفيلم (الإنجليزية)